# Paradelphomyia prayooni
Paradelphomyia prayooni är en tvåvingeart som beskrevs av Alexander 1954. Paradelphomyia prayooni ingår i släktet Paradelphomyia och familjen småharkrankar. Inga underarter finns listade i Catalogue of Life.